# Liziane Bayer

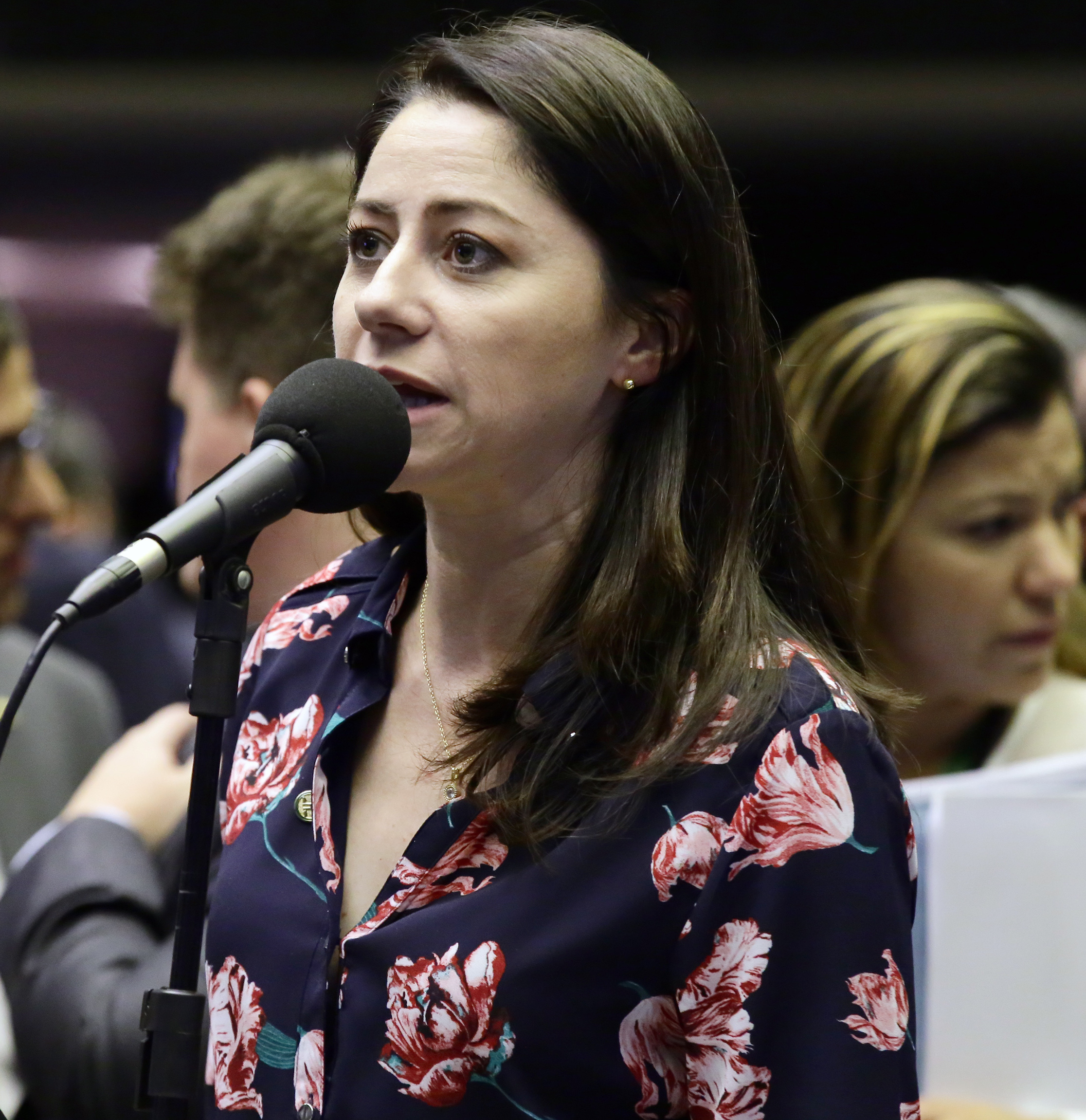
Liziane Bayer im März 2019

Liziane Bayer da Costa (* 24. Januar 1981 in São Pedro do Sul, Rio Grande do Sul) ist eine brasilianische Politikerin (PSB). Sie ist seit 2019 Mitglied der Abgeordnetenkammer für den Bundesstaat Rio Grande do Sul.

## Karriere
Am 5. Oktober 2014 wurde Bayer mit 29.121 oder 0,48 % der gültigen Stimmen zur Abgeordneten der 54. Legislaturperiode der Legislativversammlung von Rio Grande do Sul (ALERGS) gewählt, welcher sie vom 1. Februar bis am Ende der Amtszeit am 1. Februar 2019 angehörte. Sie wurde von der PSB zur Vizepräsidentin der Legislativversammlung für das Jahr 2017/18 ernannt. Ihre Schwester Franciane Bayer (PSB) tat es ihr gleich, sie wurde in die 55. Legislaturperiode der ALERGS gewählt.
Bei der Wahl 2018 wurde Bayer in ihrem Heimat-Bundesstaat Rio Grande do Sul mit 52.900 (0,91 %) Stimmen zum Mitglied der Abgeordnetenkammer gewählt, eine Stelle, die sie seit dem 1. Februar 2019 bekleidet. Im Juli 2019 führte sie die Initiative „Você decide“ („Ihr entscheidet“) ein, damit die Bürger ihres Wahlkreises die Prioritäten für ihre Arbeit in der Abgeordnetenkammer setzen können. Darüber hinaus setzte sich Bayer als Abgeordnete gegen die Entkriminalisierung von Drogen ein.
Neben ihrer politischen Karriere ist Bayer Pfarrerin der in São Paulo ansässigen pfingstlischen Kirche Igreja Internacional da Graça de Deus.